# 葫芦烷
葫芦烷（英語：cucurbitane）是一类化学式为C
30H
54的四环三萜化合物，CAS编号 65441-59-0。葫芦烷与其同分异构体羊毛甾烷的区别在于10号位的C原子为α架构而9的C原子为β架构（与大多数甾体物质不同，类似于逆孕酮的甾环架构）且原19号位的甲基基团从10α位转移到了9β位。
常见的葫芦烷立体异构体有 5α- 和 5β-两种，两者区别在于5号位碳原子的空间结构不同

5α-葫芦烷
5β-葫芦烷